# Reichsstraße 140

Die Reichsstraße 140 (R 140) war bis 1945 eine Staatsstraße des Deutschen Reichs. Sie verlief im südlichen Ostpreußen, durchzog die Sensburger Seenplatte (heute polnisch: Pojezierze Mrągowskie) und verband die Städte Sensburg (Mrągowo) und Lötzen (Giżycko) sowie die beiden Reichsstraßen R 127 und R 131. Ihre Gesamtlänge betrug 41 Kilometer.
Heute verläuft die Trasse der ehemaligen R 140 in der südlichen polnischen Woiwodschaft Ermland-Masuren. Sie trägt die Kennzeichnung Landesstraße (Droga krajowa) DK 59, die – bereits von Rozogi (Friedrichshof) nahe der Grenze zur Woiwodschaft Masowien kommend – über Mrągowo nach Giżycko führt und – wie die R 140 – hier endet.

## Straßenverlauf der R140
(heutige Droga krajowa 59):
Provinz Ostpreußen (heute Woiwodschaft Ermland-Masuren):
Landkreis Sensburg (heutiger Powiat Mrągowski):
- Sensburg (Mrągowo) (Anschluss: R 127)
- Ober Mühlenthal (Młynowo)
- Muntowen (1938–45: Muntau) (Muntowo)

Landkreis Lötzen:
- Salza (Zalec)
- Mnierczeiewen (1928–45: Mertenau) (Mierzejewo)
- Zondern (Sądry)

(heutiger Powiat Giżycki):
- Rhein (Ryn)
- Waldhof (Canki)
- Wiesenthal (Bachorza)
- Trosen (Tros)
- Skoppen (1938–45: Reichenstein) (Skop)
- Sczyballen (1928–45: Schönballen) (Szczybały Giżyckie)
- Gut Wolfsee (Wilkaski)
- Willkassen (1938–45: Wolfsee) (Wilkasy)
- Lötzen (Giżycko) (Anschluss: R 131)